# Internet Mail 2000
Internet Mail 2000 es una nueva arquitectura de Internet mail propuesta por Daniel J. Bernstein (y en los años subsecuentes propuesto por separado por varios otros), diseñado con el precepto que el almacenaje inicial de los mensajes del correo sea la responsabilidad del remitente, y no del receptor como está actualmente con la arquitectura SMTP basada en el correo de Internet.
Mientras que la arquitectura del correo basada en el protocolo SMTP de Internet tiene un análogo cercano en la arquitectura del correo de papel, este no es el caso para Internet Mail 2000. Su arquitectura depende de varias cosas que son únicas a la naturaleza de la Internet y a los mensajes electrónicos. Una de sus metas es reducir el Spam.

## Implementaciones
Sobre los años desde que Daniel J. Bernstein lo propuso, se han hecho varias tentativas de diseñar e implementar un verdadero sistema Internet Mail 2000, con varios grados de logros. La cosa más cercana a un sistema concreto, la implementación del sistema abierto hecha por Meng Weng Wong's RSS/Email, que fue presentada a Google en julio de 2006.
Existe una implementación comercial en feed-mail.com, pero parece estar muerta (la última entrada del blog fechada en el 5 de septiembre de 2005—dice que la Beta se retrasará).

## Algunas ramificaciones de este concepto
Cada mensaje es almacenado en el disco del remitente en la ISP del remitente. Los ISP aceptan solo mensajes de usuarios locales autorizados.
La oficina de correo que siempre está abierta para que el receptor recoja el mensaje en la ISP del emisor en lugar de recogerla en su propia ISP.
El mensaje no se copia a una cola de correo de salida diferente. El archivo del emisor es la cola de salida del correo.
El mensaje no se copia en el ISP del receptor que solo necesita una pequeña notificación de que hay un mensaje disponible.
Después de descargar un mensaje desde el ISP del emisor, el receptor puede confirmar que se ha entregado con éxito. El ISP del emisor puede retransmitir periódicamente notificaciones hasta que ve la confirmación. El emisor puede chequear si hay confirmaciones. No hay necesidad de rechazos.
Los receptores pueden buscar cuando necesiten archivos de su interés sin necesidad de inscribirse en listas de correo.

## Algunas ventajas
En la antigua infraestructura de correo por Internet, 